# Topli Do (Pirot)
Pour les articles homonymes, voir Topli Do.
Topli Do (en serbe cyrillique : Топли До) est un village de Serbie situé dans la municipalité de Pirot, district de Pirot. Au recensement de 2011, il comptait 51 habitants.

## Démographie
| 1948  | 1953  | 1961 | 1971 | 1981 | 1991 | 2002 | 2011 |
| ----- | ----- | ---- | ---- | ---- | ---- | ---- | ---- |
| 1 145 | 1 051 | 976  | 722  | 285  | 160  | 108  | 51   |

|  |